# Tommy Mottola
Thomas Daniel „Tommy“ Mottola (* 14. Juli 1949 in New York City) ist ein US-amerikanischer Musikmanager, Produzent und Autor. Derzeit ist er Vorsitzender der Mottola Media Group und zuvor fast 15 Jahre lang Vorsitzender und CEO von Sony Music Entertainment, der Muttergesellschaft des Columbia-Labels. Er ist mit der mexikanischen Schauspielerin und Sängerin Thalía verheiratet.

## Leben
Mottola studierte an der Hofstra University auf Long Island und war zunächst als Gitarrist und Sänger der Band The Exotics tätig.
1971 heiratete er seine erste Frau, Lisa Clark, mit der er, vor der Scheidung 1990, zwei Kinder bekam, Michael und Sarah. 1993 heiratete er seine zweite Frau, die Musikerin Mariah Carey, das Paar ließ sich jedoch 1997 wieder scheiden. Im Jahr 2000 heiratete er seine dritte Frau, die Sängerin Thalía, mit der er zwei Kinder hat, Sabrina und Matthew.
Tommy Mottola war von 1990 bis 2003 CEO der Sony Music Entertainment USA. Er wurde entlassen, nachdem ein öffentlichkeitswirksamer Streit mit Michael Jackson, der 50 % der Sony/ATV Music Publishing besaß, eskaliert war. Jackson hatte ihm vorgeworfen, ein „Rassist und Teufel“ zu sein. Zuvor hatte Jackson kurz vor Veröffentlichung seines Albums Invincible (2001) angekündigt, den Vertrag mit Sony nicht zu verlängern. Daraufhin hatte Mottola sämtliche Werbung für das Album abgebrochen. Anders als beim Vorgängeralbum HIStory (1995), wo in den größten Städten der Welt überlebensgroße Statuen des King of Pop aufgestellt worden waren, wurden für Invincible nicht einmal TV-Spots ausgestrahlt. Das Album verkaufte sich dementsprechend schlecht, wofür Jackson Mottola die Schuld gab.
Nach Sony gründete er seine eigene Firma Mottola Media Group, die Filme, Musik, Theater und auch Mode produziert.
| Personendaten    | Personendaten                                       |
| ---------------- | --------------------------------------------------- |
| NAME             | Mottola, Tommy                                      |
| ALTERNATIVNAMEN  | Mottola, Thomas Daniel                              |
| KURZBESCHREIBUNG | US-amerikanischer Musikmanager, Produzent und Autor |
| GEBURTSDATUM     | 14. Juli 1949                                       |
| GEBURTSORT       | New York City                                       |